# Litsea grayana
Litsea grayana är en lagerväxtart som beskrevs av A. C. Smith. Litsea grayana ingår i släktet Litsea och familjen lagerväxter. Inga underarter finns listade i Catalogue of Life.